# 九龍巴士868線
九龍巴士868線是香港一條新界沙田馬場巴士路線，來往屯門市中心及沙田馬場，以屯門及荃灣居民為主要服務對象。
本線是首條來往沙田區及屯門區的專利巴士路線，以及沙田區和城門隧道首條來往新界西北的專利巴士路線，也是自2018年馬季開鑼日889線取消往馬場方向服務後，目前唯一一條設有往馬場方向服務的馬場巴士路線，同時亦是香港專營巴士歷史上非空調收費最高的路線，於1995年4月2日至6月下旬期間全程收費為$30.6。

## 歷史
- 1991年4月13日：本線投入服務，提供接載屯門及荃灣區的馬迷往來沙田馬場的巴士服務，只在沙田馬場賽馬日開出。
- 1995年9月10日：提升為全空調巴士服務，全程收費維持不變。
- 2009年9月13日：往沙田馬場之服務改為祇於假日的沙田賽馬日提供。
- 2020年2月7日：因應新型冠狀病毒疫情期間沙田馬場賽馬日的特別安排，由當日起暫停服務，直至10月18日方恢復。[1]

## 服務時間及班次
屯門市中心開
- 首場開跑前80分鐘開出

沙田馬場開
- 於沙田馬場賽馬日尾場賽事開跑前一小時起至完場後一小時提供服務，客滿即開。

## 車費
全程：$46.2
- 荃景圍天橋往沙田馬場：$33.0
- 城門隧道轉車站往沙田馬場：$25.4

| - 本線設有12歲以下小童及65歲或以上長者半價優惠。 - 本線不設長者及殘疾人士每程$2.0的票價優惠；12至64歲殘疾人士如使用「殘疾人士身份」個人八達通，以及60至64歲香港居民使用「樂悠咭」繳付車資，會以全費計算。 - 乘客可以現金或八達通於上車時付款，不設找續。 - 每位成人乘客可免費攜帶最多兩名4歲以下而不佔座位的兒童乘客乘車，超額之4歲以下小童必須繳付小童車費乘車。 - 持有「九巴月票」之乘客在車票有效期內，每日可享最多10程任何九龍巴士及龍運巴士路線（包括本路線，以及聯營路線的九龍巴士／龍運巴士提供的班次；惟乘搭機場「A」及「NA」線則可享原價二七折優惠（不會計算每天10次合資格車程））；而B1線則每日可享最多各2程（不會計算每天10次合資格車程）。 - 九龍巴士、城巴、龍運巴士及陽光巴士全職員工及家屬（不包括外判職員）可免費乘搭本路線，惟必須拍職員或職員家屬八達通。 - 乘客亦可透過多元化電子支付系統（e度嘟）繳付車資，包括使用非接觸式VISA卡、JCB卡、萬事達卡、銀聯卡、美國運通、大來國際、Discover Card、Apple Pay、Google Pay、Samsung Pay、AlipayHK「易乘碼」、支付寶、WeChatHK／微信支付「搭車碼」、銀聯雲閃付「乘車碼」及BOC Pay「乘車碼」。乘客使用此付款方式，使用此支付方式的乘客可享有中途下車之分段收費，以及與其他九巴／龍運獨營路線或聯營線九巴／龍運班次之轉乘優惠，惟不適用於與非九巴／龍運路線之轉乘優惠，亦不能享有「公共交通費用補貼計劃」。 - 本線往屯門方向不包括在城門隧道轉車站轉乘優惠計劃之內，由其他路線轉乘本路線不設轉乘優惠，須付全費車資。 |

## 行車路線
屯門市中心開經：屯門鄉事會路、屯興路、屯門公路、青山公路—荃灣段、城門道、西樓角路、蕙荃路、荃錦交匯處、象鼻山路、城門隧道、城門隧道公路、大埔公路—沙田段、火炭路、源禾路、大埔公路—沙田段及沙田馬場通道。
沙田馬場開經：沙田馬場通道、大埔公路—沙田段、城門隧道公路、城門隧道、象鼻山路、荃錦交匯處、蕙荃路、廟崗街、城門道、青山公路—荃灣段、屯門公路、屯喜路及屯匯街。 

### 沿線車站

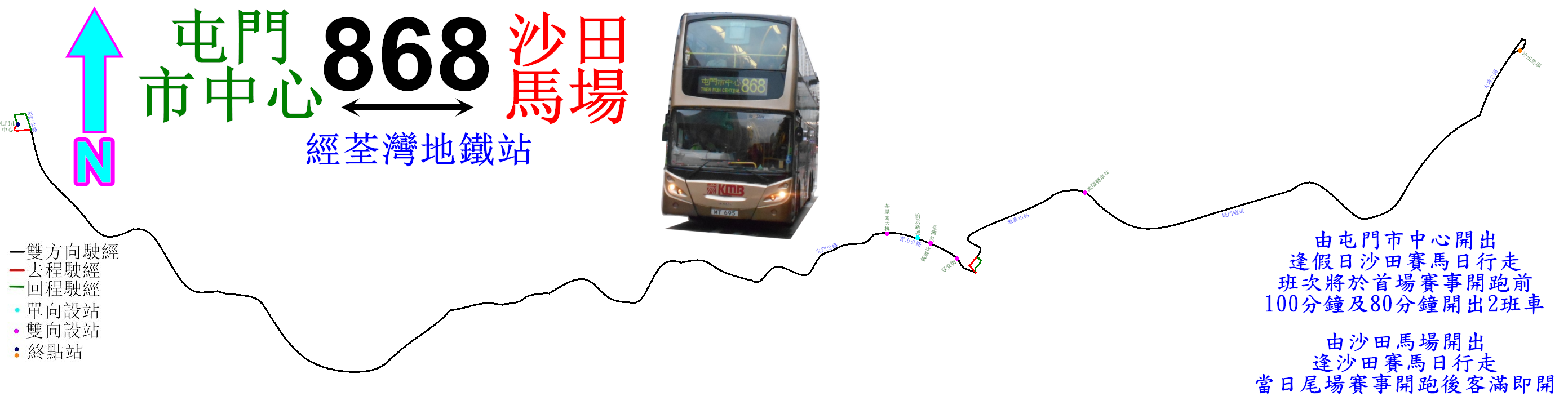
868線的走線圖

| 屯門市中心開 | 屯門市中心開       | 屯門市中心開             | 沙田馬場開 | 沙田馬場開         | 沙田馬場開               |
| 序號         | 車站名稱           | 位置                     | 序號       | 車站名稱           | 位置                     |
| ------------ | ------------------ | ------------------------ | ---------- | ------------------ | ------------------------ |
| 1            | 屯門市中心巴士總站 | 屯門市中心公共運輸交匯處 | 1          | 沙田馬場巴士總站   | 沙田馬場巴士總站         |
| 2            | 荃景圍天橋         | 青山公路－荃灣段         | 2          | 城門隧道轉車站     | 城門隧道                 |
| 3            | 愉景新城           | 青山公路－荃灣段         | 3          | 眾安街             | 青山公路－荃灣段         |
| 4            | 荃灣站             | 青山公路－荃灣段         | 4          | 福來邨永樂樓       | 青山公路－荃灣段         |
| 5            | 眾安街             | 青山公路－荃灣段         | 5          | 荃景圍天橋         | 青山公路－荃灣段         |
| 6            | 城門隧道轉車站     | 城門隧道                 | 6          | 屯門大會堂         | 屯匯街                   |
| 7            | 沙田馬場巴士總站   | 沙田馬場巴士總站         | 7          | 屯門市中心巴士總站 | 屯門市中心公共運輸交匯處 |